# William Hillman
William Hillman (Stratford, 13 novembre 1848 – 4 febbraio 1921) è stato un progettista e imprenditore britannico, fu un costruttore di biciclette e automobili. In società con Louis Coatalen fondò la Hillman-Coatalen Company nel 1907, più tardi Hillman Motor Company dopo l'uscita del socio verso Sunbeam nel 1909.

## Biografia
William Hillman nacque il 13 novembre 1848 a Stratford, Essex, dove suo padre, chiamato anch'egli William, era un calzolaio e sua madre era Sarah Stitchbury.
Divenne apprendista nell'officina di John Penn & Co. a Greenwich con il suo amico James Starley, che divenne poi il "padre dell'industria ciclistica". Hillman e Starley si spostarono verso la zona industriale delle English Midlands, dove furono occupati presso la Coventry Sewing Machine Company. Le vendite di macchine da cucire diminuirono e per compensare vennero costruite le prime biciclette britanniche, usando disegni basati sul francese "velocipede". La guerra franco-prussiana del 1870 fermò la manifattura francese e lasciò la leadership a quella britannica. Hillman fondò la sua officina di biciclette nel 1875, Auto Machinery, in società con W. H. Herbert, che mise il capitale.
La società di Hillman ebbe successo anche nel produrre roller-skates, macchine da cucire, e cuscinetti a sfere e a rullini, su larga scala; Hillman divenne presto operativo in quattro fabbriche a Coventry, e dal 1896 con cinque siti in Germania. Divenne milionario e si spostò a Abingdon House, in una "impressive home" a Stoke Aldermoor, ora sobborgo di Coventry.